# گیسوکمند (فیلم ۲۰۰۱)
گیسوکمند (انگلیسی: Tangled) فیلمی در ژانر مهیج و درام است که در سال ۲۰۰۱ منتشر شد. از بازیگران آن می‌توان به راشل لی کوک، جاناتان ریس میرز، استلا وارن، و لورین براکو اشاره کرد.